# Calvert Marine Museum
Le Calvert Marine Museum ou musée de la marine de Calvert est situé à Solomons Island, dans l'embouchure de la rivière Patuxent, en baie de Chesapeake, dans le Maryland.

## Historique
Fondé en 1970 par la Société Historique du Comté de Calvert, le musée développe trois thèmes principaux :
- la paléontologie régionale[1],
- la vie estuarienne de la rivière Patuxent et de la baie de Chesapeake,
- histoire de la marine à voile locale.

Le musée possède un aquarium présentant la vie marine de la baie de Chesapeake et d'autres mers. De plus, un établissement de la loutre de rivière est situé dans l'espace aquatique du musée.

## Expositions
Parmi ses objets exposés figurent :
- le phare de Drum Point, inscrit au Registre national des lieux historiques en 1973 et qui a été ramené au musée[2]
- le bugeye William B. Tennison, classé National Historic Landmark (NHL) en 1994[3]
- le J.C. Lore Oyster House, une ancienne usine d'emballage de fruits de mer classée NHL en 2001[4].

Il abrite également des artefacts de l'ancien phare de Cedar Point et entretient le phare et les terrains de Drum Point.
Le musée présente également plusieurs expositions aquatiques, notamment un habitat extérieur pour la loutre de rivière d'Amérique du Nord et des expositions d'aquarium intérieur pour la raie pastenague, la raie rajidae, le poisson-lion non indigène et de nombreuses autres espèces indigènes de la baie de Chesapeake et de ses affluents.

## Galerie

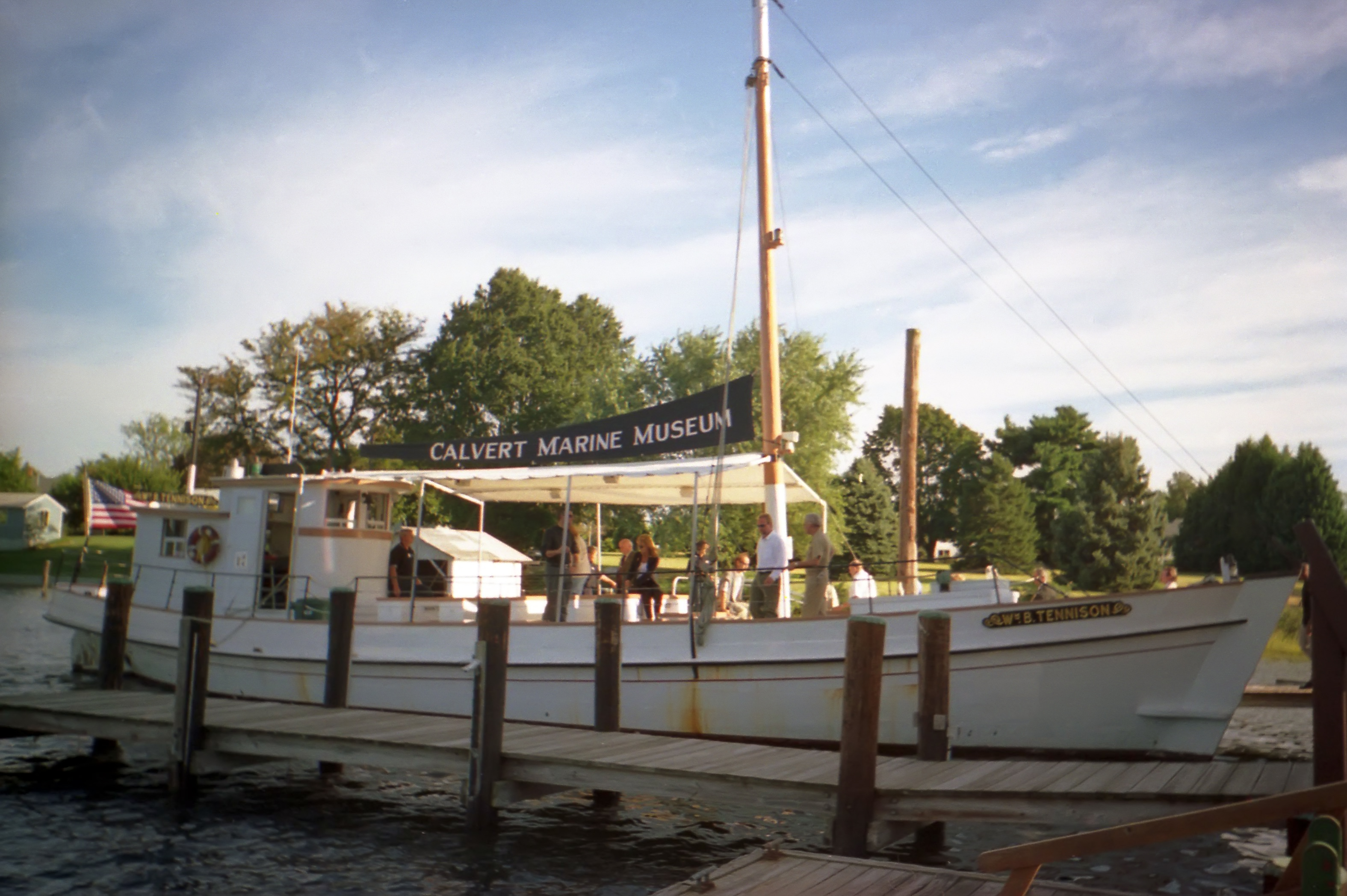
Le bugeye  William B. Tennison
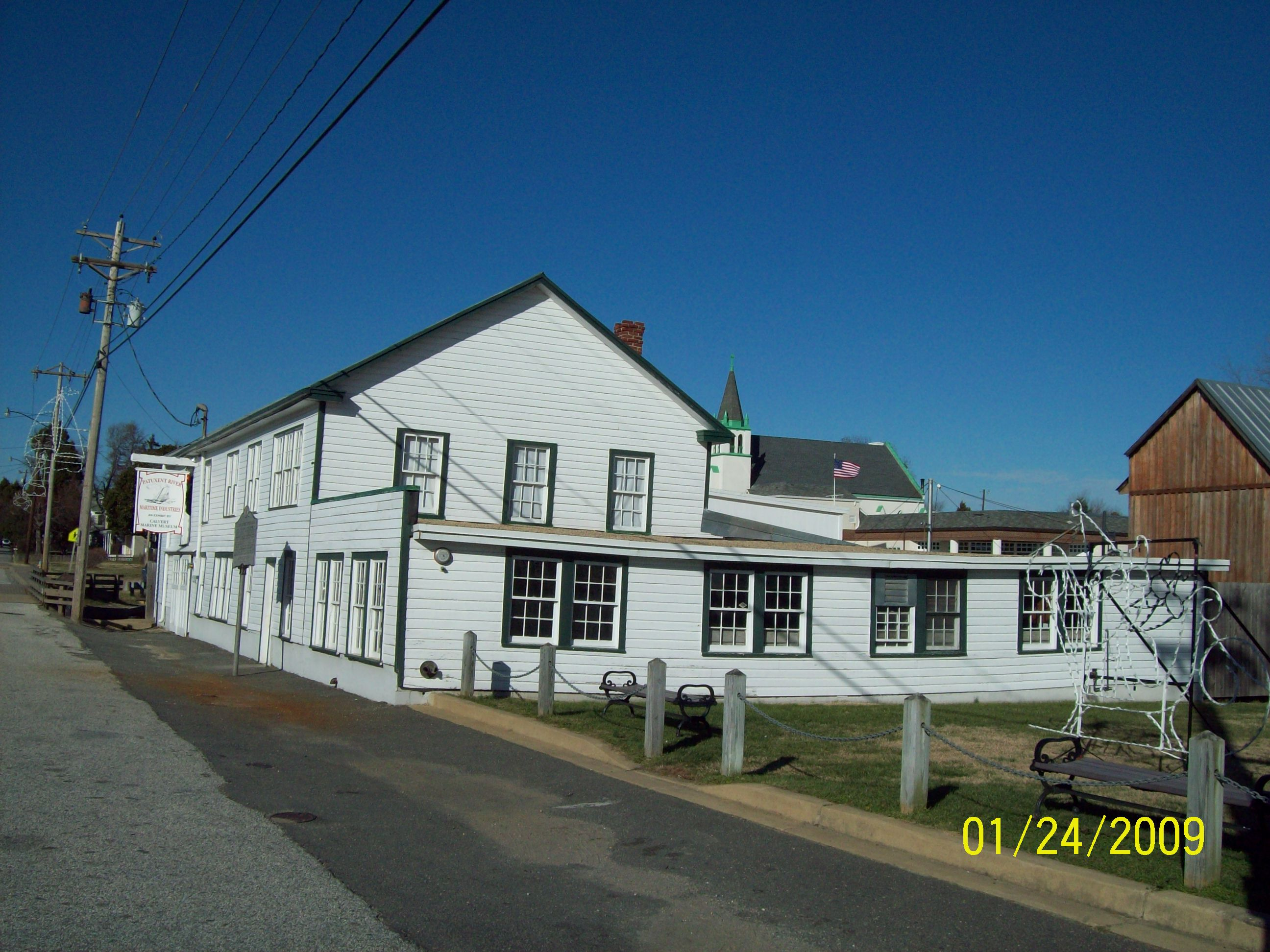
J.C. Lore Oyster House
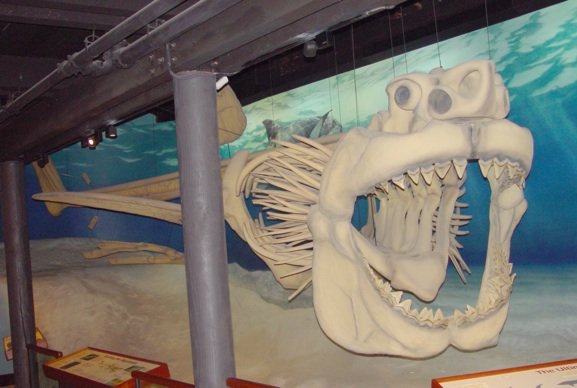
Squelette de Megalodon